# O Jardim de Alá (romance)
O Jardim de Alá (em inglês:  The Garden of Allah) é um romance dramático de amor de 1904 do escritor britânico Robert Hichens. O romance foi publicado pela Methuen and Company em 13 de outubro de 1904 em Londres, e em 28 de janeiro de 1905 por Frederick A. Stokes em Nova York. A história se passa em grande parte na Argélia francesa, com uma breve abertura em Marselha e uma conclusão na Tunísia francesa.

## Sinopse
Domini Enfilden, uma mulher de notável independência e força, que embarca em uma jornada da Inglaterra para Beni-Mora, um oásis tranquilo no Deserto do Saara, em busca de uma compreensão mais profunda de si mesma e de seu lugar no mundo. Enquanto ela luta com suas memórias e o peso de seu passado, especialmente o impacto do abandono de sua mãe e a visão cínica de seu pai, ela explora o seu desejo por liberdade e conexão com as terras exóticas ao seu redor.
Domini é uma mulher equilibrada entre dois mundos: um moldado por sua criação europeia e o outro pelo fascínio do deserto indomável, prenunciando sua busca por autodescoberta em meio às complexidades do amor, da perda e da fé.

## Personagens
Principais
- Domini Enfilden - A figura central do romance, ela é alta, forte e masculina em temperamento e interesses. Seus pensamentos e sentimentos interiores predominam ao longo do livro. Cavaleira, esgrimista e atiradora experiente, ela agora tem trinta e dois anos e é rica. O nome dela não é por acaso... ela não apenas domina todos os personagens que entram em contato com ela, mas também é devotada à sua fé. Ela tem a confiança natural de alguém que nunca precisou trabalhar para viver.
- Boris Androvsky - Filho de mãe inglesa e pai russo, que se estabeleceu no Norte da África por motivos de saúde. Quando seu pai morreu, Boris entrou para um mosteiro trapista aos dezessete anos. Alto e imensamente forte devido a anos de trabalho duro, ele é socialmente desajeitado e ingênuo em relação aos costumes do mundo exterior. Anos de silêncio forçado o deixaram mal preparado para expressar seus sentimentos. Seu irmão herdou os vinhedos tunisianos deixados por seu pai.
- Conde Anteoni - Nobre meio italiano, meio maltês, dono do jardim e do grande hotel vazio em Beni-Mora. Depois da meia-idade, ele é fascinado pelo deserto e seu povo. Sua amizade por Domini é constante e platônica.
- Padre Roubier - Pároco da pequena igreja em Beni-Mora, o único personagem além de Domini cujos pensamentos são explicitados ao leitor. Ele gosta e admira Domini, mas tem uma antipatia instintiva por Boris Androvsky, como se pudesse sentir sua falha espiritual. Seu cachorrinho branco Bous-Bous adora Boris.
- Batouch - Jovem árabe alto e de ombros largos que atua como guia de Domini e ajudante geral ao longo do livro. Fingindo uma languidez poética, ele perde a calma somente quando provocado por seu primo Hadj.
- Capitão De Trevignac - oficial francês, ligado à guarnição em Mogar, que reconhece Boris Androvsky, precipitando o clímax do romance.

Menores
- Suzanne Charpot - empregada francesa de Domini com três anos de serviço. Com aproximadamente a mesma idade de sua senhora, ela raramente é ouvida ou vista depois dos primeiros dias em Beni-Mora.
- Hadj-ben-Ibrahim - Guia árabe, primo de Batouch, pequeno e bonito, propenso ao recrutamento agressivo de clientes, ele tem medo de Irena, e com razão.
- O Adivinho da Areia - Habitante selvagem e desgrenhado de Beni-More, com o rosto cheio de cicatrizes, que importuna Domini para deixá-lo ler seu futuro no saco de areia que ele carrega em volta do pescoço. Ela desconfia dele, mas deixa o Conde Anteoni convencê-la a aceitar uma leitura.
- Smaïn - Guardião do jardim do Conde Antoeni, sempre encontrado segurando algumas flores cujo perfume absorve a maior parte de sua atenção.
- Irena - Alta, magra e intensa dançarina cabila do Café Tahar, que jurou matar Hadj porque ele não a amaria.
- Larbi - Jardineiro do Conde Anteoni, raramente visto, mas frequentemente ouvido tocando uma canção de amor em sua flauta.
- Mustapha - Guia gigante no oásis menor de Sidi-Zerzour que mostra Domini e Boris à mesquita que abriga os restos mortais de um herói islâmico.
- Ali - Jovem ajudante de Batouch nas jornadas pelo deserto.
- Ouardi - Outro dos muitos servos árabes que Domini adquire em sua jornada no deserto.
- Padre Max Beret - Capelão de Amara, que se tornou um pouco "nativo". Alegre e bem-humorado, é ele quem conta a Domini sobre o trapista fugitivo.

## Recepção

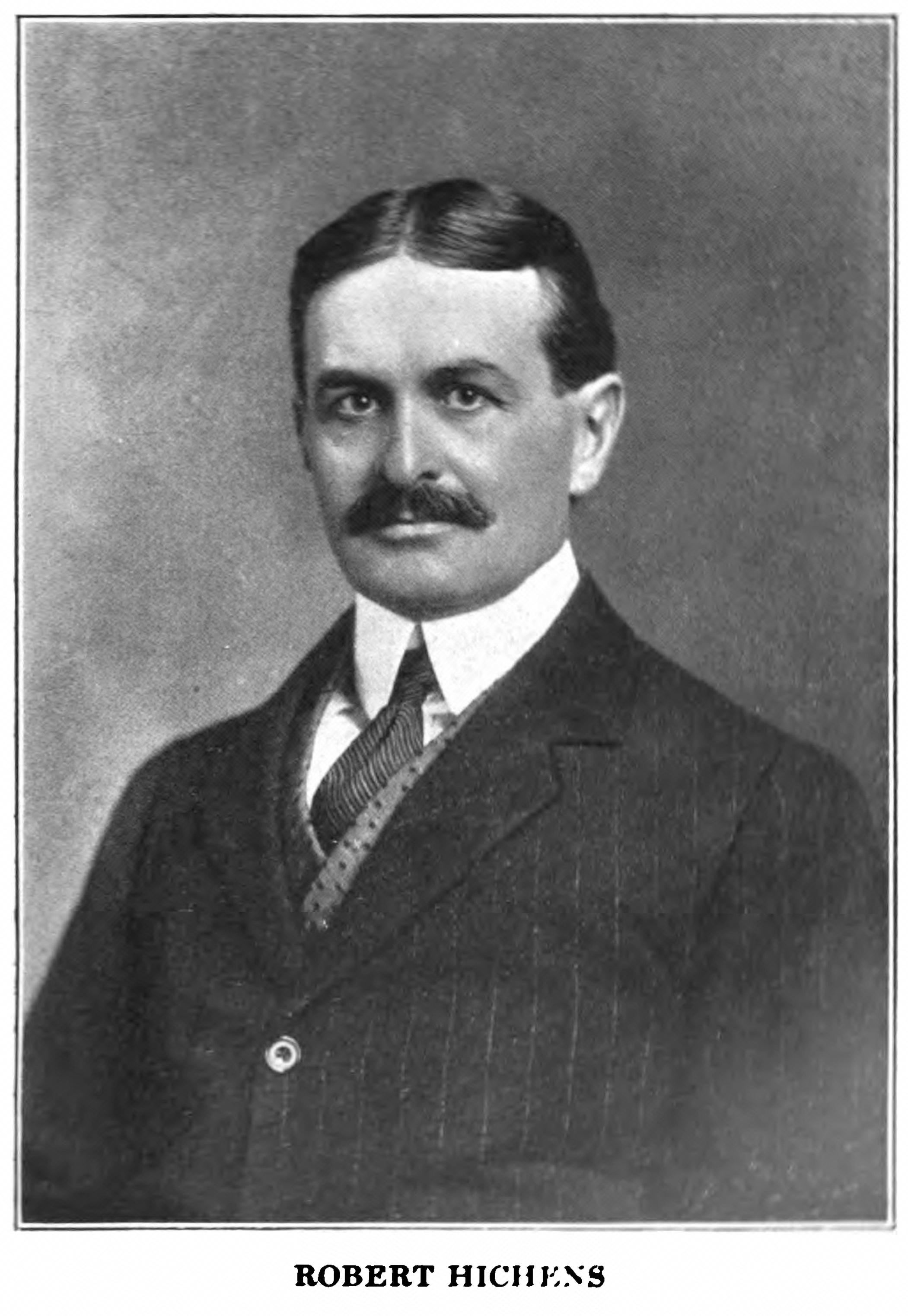
Robert Smythe Hichens, o autor.

A recepção crítica foi entusiástica, com um crítico expressando admiração pela originalidade do autor com um assunto distante de seus livros anteriores. W.L. Alden do The New York Times disse que Hichens tinha "lidado com um bom enredo de uma forma muito hábil e satisfatória". No entanto, uma avaliação posterior do mesmo jornal "Saturday Review of Books and Art" lamentou as "falhas óbvias de prolixidade e uma minúcia laboriosa em algumas das passagens descritivas". O New York Tribune também ofereceu uma apreciação diferenciada: "O Sr. Hichens pode não ter feito uma contribuição duradoura para a literatura, mas ele escreveu... um livro que não podemos deixar de admirar enquanto estamos sob seu feitiço."
O romance foi bem recebido pelos leitores da época. No Reino Unido, teve cinco edições nos primeiros dois meses. As vendas nos EUA levaram apenas três meses para que a quinta edição fosse publicada.
Hichens teria ficado perturbado com as implicações na imprensa americana de que ele havia feito uma viagem à Argélia apenas para trabalhar neste romance. Por meio de seu editor nos Estados Unidos, Frederick A. Stokes, ele divulgou uma declaração esclarecendo que o romance surgiu de suas muitas visitas à região da Argélia que ele descreveu e de várias estadias em um mosteiro trapista no norte da África.

## Temas
O crítico George Murray identificou dois temas principais presentes na obra: "o deserto que é 'O Jardim de Alá' e a fé católica romana". O crítico desconhecido do The Minneapolis Journal pensou que "o conflito do espiritual com o carnal" era o tema principal. O crítico anônimo do The Evening Standard, no entanto, considerou que a fé era o assunto dominante do romance: "Atravessando o livro há um forte motivo religioso, sobre o qual, de fato, todo o enredo é construído. A fé é uma necessidade; pecar contra a fé é uma ofensa imperdoável, e para o Sr. Hichens pouco importa se a fé é cristã ou muçulmana, desde que seja real e vinculativa".

## Adaptações

### Teatro
O empresário David Belasco garantiu os direitos dramáticos do romance em fevereiro de 1905. No entanto, nada parece ter sido feito no palco até que Liebler & Company obteve os direitos e contratou George C. Tyler para produzi-lo, usando uma adaptação do autor e Mary Anderson. O Jardim de Alá foi inaugurado na Broadway em 21 de outubro de 1911. Ficou em cartaz por sete meses, depois saiu em turnê por mais nove meses. A peça utilizou muitas pessoas do Norte da África, além de cavalos, camelos e outros animais. A decoração do cenário era incrivelmente complexa para a época, assim como os efeitos especiais, como montar uma tempestade de areia no palco.

### Música
Gustav Holst compôs uma suíte musical, estreada em 1912, intitulada Beni Mora, em homenagem à cidade oásis fictícia do romance de Hitchens.

### Filme
Foi transformado em filmes produzidos nos Estados Unidos em três ocasiões:
- O Jardim de Alá (filme de 1916), dirigido por Colin Campbell
- O Jardim de Alá (filme de 1927), dirigido por Rex Ingram
- O Jardim de Alá (filme de 1936), dirigido por Richard Boleslawski